# Tlaxiaco
Tlaxiaco est une ville située au nord-ouest de l'État mexicain d'Oaxaca, 180 km au nord-est de la capitale d'État Oaxaca de Juárez. La ville abrite environ 17 500 habitants, et la municipalité environnante du même nom, 35 000.
Son nom formel est Heroica Ciudad de Tlaxiaco (lit. ville héroïque), en mémoire d'une bataille qui se déroula sur place, durant la guerre contre la France.